# Agustín Delgado
Agustín Javier Delgado Chalá (Ambuquí, 23 de dezembro de 1974) é um ex-futebolista e político equatoriano que atuava como atacante.
Disputou as Copas do Mundo de 2002 e 2006, quando marcou 2 gols, levando o Equador à segunda fase.

## Carreira

### Inicio
Delgado, que iniciou a carreira ainda bastante jovem, no Espoli, destacou-se no Barcelona de Guayaquil, equipe que defendeu em três temporadas, com destaque para o vice-campeonato da Copa Libertadores da América de 1998, perdida para o Vasco. Saiu do Idolo para atuar por Cruz Azul e Necaxa, ambos do México. Foi neste último que Delgado viveu seu auge. 
Em 2000, juntamente com o compatriota Álex Aguinaga, ajudou a equipe mexicana a superar os poderosos Manchester United e Real Madrid e conquistar o terceiro lugar do Mundial de Clubes disputado no Brasil.

### Fazendo história no futebol inglês
No ano seguinte, Delgado deixou o Necaxa e se tornou o primeiro equatoriano a atuar na Inglaterra, quando o Southampton pagou 3,5 milhões de libras por seu futebol. Entretanto, sua passagem pelos The Saints, que durou até 2004, foi prejudicada por lesões. Neste período, Tín jogou apenas 11 vezes pela Premier League e marcou um gol, contra o Arsenal - somando Copa da Inglaterra e Copa da Liga Inglesa, foram 15 jogos e 2 gols.

### Retorno ao Equador
Sem espaço no Southampton, Delgado retornou ao Equador para atuar no Aucas, ao lado do lendário goleiro René Higuita. Após 13 jogos pelo Equipo Oriental, voltou ao México pouco tempo depois, agora para jogar no Pumas, disputando 11 partidas e marcando apenas 1 gol. Regressou ao Barcelona em 2005, não repetindo o desempenho da primeira passagem (marcou 10 gols em 38 partidas).

### Passagem pela LDU, briga, suspensão e título na Libertadores
Delgado assinou contrato com a LDU de Quito, onde se destacou ao fazer 24 gols em 68 jogos. Entretanto, a passagem de Tin pelo clube foi manchada por causa de uma enorme briga envolvendo seu time e o Barcelona, na última rodada do Campeonato Equatoriano. Envolvido na batalha campal, o atacante foi suspenso por um ano de qualquer competição em que a LDU atuaria, e acusou a Federação Equatoriana de Futebol de "perseguição". No entanto, a pena foi reduzida para seis meses.
A consagração de Delgado veio com o título na Libertadores de 2008. A LDU não era considerada favorita, ao contrário do Fluminense. Aos 33 anos, pouco fez na campanha do título, mas viu a Liga conquistar o primeiro título internacional de um clube equatoriano, graças a uma grande atuação do experiente goleiro José Cevallos na disputa por pênaltis.
Em 2009, teve uma passagem rápida pelo Emelec, onde atuou apenas 8 vezes. No ano seguinte, acumulou as funções de jogador e presidente do Valle del Chota, ajudando-o a subir para a Segunda Divisão equatoriana de 2011, ano em que encerrou a carreira para concentrar-se apenas na gestão do clube.

## Seleção Equatoriana
Delgado estreou na Seleção Equatoriana em 1994, num amistoso contra o vizinho Peru. Até 2007, foram 71 atuações com a camisa amarela, e 31 gols anotados, se tornando o artilheiro máximo de La Tri.
Além das Copas de 2002 e 2006, o atacante participou de 4 edições da Copa América (1997, 1999, 2001 e 2004). Encerrou a carreira internacional logo após a participação equatoriana no Mundial disputado na Alemanha.

“Com a seleção não jogo mais, já terminei, acho que cumpri meu papel"”

— Delgado, em declaração à emissora equatoriana Ecuavisa.

## Carreira política
Nas eleições de 2013, Delgado elegeu-se deputado pela província de Imbabura, representando o partido Alianza País (o mesmo do então presidente Rafael Correa), juntamente com os ex-companheiros de Seleção Iván Hurtado e Ulises de la Cruz. Devido a seus problemas de gagueira, o ex-atacante é alvo de provocações por parte do cartunista Xavier Bonilla, do jornal El Universo, e nas mídias sociais. O cartunista e o jornal foram punidos pela Secretaria de Informação e Comunicação (SUPERCOM), órgão que fiscaliza as comunicações no Equador. O ex-atacante deixou a Assembleia Nacional do Equador em maio de 2017.

## Títulos
Emelec
- Campeonato Equatoriano: 1995, 1997

El Nacional
- Campeonato Equatoriano: 1996

Pumas
- Campeonato Mexicano: 2004 (Apertura)

LDU
- Campeonato Equatoriano: 2007
- Copa Libertadores da América: 2008

Seleção Equatoriana
- Canada Cup: 1999

### Individuais
- Artilheiro da Copa Libertadores: 2006 (5 gols pela LDU)